# Tęczanka mniejsza
Tęczanka mniejsza (Melanotaenia  maccullochi) – ryba z rodziny tęczankowatych (Melanotaniidae). Bywa hodowana w akwariach.

## Występowanie
Zasiedla słodkie i słonawe wody w północno-wschodniej Australii i południowej Nowej Gwinei w pobliżu ujścia rzek. 

## Charakterystyka
Na srebrzystozielonym ciele z niebieskim połyskiem biegnie siedem cienkich brunatnych linii. Należy do mniejszych w swojej rodzinie. Wszystkożerna, osiąga ok. 6–7 cm długości.